# Ormoy (Alto Saona)
 Ormoy  es una población y comuna francesa, situada en la región de Franco Condado, departamento de Alto Saona, en el distrito de Vesoul y cantón de Jussey.

## Demografía
| 312 | 265 | 226 | 218 | 188 | 228 |
| Para los censos de 1962 a 1999 la población legal corresponde a la población sin duplicidades (Fuente: INSEE [Consultar]) |     |     |     |     |     |